# Antoni Zabiełło
Antoni Zabiełło herbu Topór (zm. 18 sierpnia 1776) – generał lejtnant armii Wielkiego Księstwa Litewskiego, łowczy litewski w latach 1761–1775, marszałek kowieński w latach 1744–1765, podczaszy kowieński w latach 1730–1744, rotmistrz powiatu kowieńskiego w 1733 roku, porucznik chorągwi petyhorskiej Najjaśniejszego Królewicza Kurlandzkiego w 1760 roku.

## Działalność polityczna
Poseł powiatu kowieńskiego na sejm nadzwyczajny 1733 roku. Jako poseł na sejm konwokacyjny 1733 roku z powiatu kowieńskiego był członkiem konfederacji generalnej zawiązanej 27 kwietnia 1733 roku na tym sejmie. Jako deputat i poseł na sejm elekcyjny z powiatu kowieńskiego podpisał pacta conventa Stanisława Leszczyńskiego w 1733 roku. Był elektorem Stanisława Leszczyńskiego w 1733 roku.
Poseł powiatu kowieńskiego na sejm 1740 roku. Poseł powiatu kowieńskiego na sejm 1746 roku. Był posłem na sejm 1750 roku. Był posłem z powiatu kowieńskiego na sejm 1752 roku. Był posłem z powiatu upickiego na sejm 1754 roku. Był marszałkiem powiatu kowieńskiego w konfederacji Czartoryskich w 1764 roku. Był posłem na sejm konwokacyjny 1764. Poseł z powiatu kowieńskiego na sejm elekcyjny 1764 roku, jako deputat podpisał jego pacta conventa. Był elektorem Stanisława Augusta Poniatowskiego w 1764 roku. Członek Komisji Wojskowej Wielkiego Księstwa Litewskiego w 1764 roku.
Był członkiem konfederacji radomskiej 1767 roku. W załączniku do depeszy z 2 października 1767 roku do prezydenta Kolegium Spraw Zagranicznych Imperium Rosyjskiego Nikity Panina, poseł rosyjski Nikołaj Repnin określił go jako posła właściwego dla realizacji rosyjskich planów na sejmie 1767 roku za którego odpowiada król, poseł powiatu kowieńskiego na sejm 1767 roku. W 1767 roku jako poseł na Sejm Repninowski, wszedł w skład delegacji, wyłonionej pod naciskiem posła rosyjskiego Nikołaja Repnina, powołanej w celu określenia ustroju Rzeczypospolitej.
W 1761 odznaczony Orderem Orła Białego, kawaler francuskiego Orderu św. Michała, kawaler Orderu Świętego Stanisława.

## Życie prywatne
Syn pisarza ziemskiego kowieńskiego Michała Zabiełły i jego żony Anny Monwid-Białłozor h. Wieniawa.
Miał dwóch braci:
- Szymona, kasztelana mińskiego
- Józefa

oraz sześć sióstr:
- Mariannę za Dominikiem Korwinem-Kossakowskim
- Katarzynę za Józefem Monwidem-Białłozorem
- Konstancję za Dominikiem Medekszą, wnukiem Stefana Franciszka
- Eufrozynę za Piotrowiczem
- Eleonorę za Jerzym Monwidem-Białłozorem
- Teodorę za Syruciem

Poślubił (między 1744 a 1748) Zofię Niemirowicz-Szczyttównę h. Jastrzębiec, córkę Józefa, kasztelana mścisławskiego, i Petronelli Wołodkowiczówny II v. za Szymonem Syruciem, wnuczkę Krzysztofa Benedykta Niemirowicza-Szczytta, kasztelana smoleńskiego.
Z Zofią Niemirowicz-Szczyttówną miał dzieci:
- Annę za gen. Teodorem Laskarysem,
- Brygidę za rotmistrzem Fortunatem Gorskim, synem kasztelana żmudzkiego Michała Jana
- Marię za Adamem hr. Broel-Plater
- Józefa, hetmana polnego litewskiego, ożenionego z Marianną Sobolewską II v. za Ludwikiem Szymonem Gutakowskim, córką Macieja i siostrą Walentego Faustyna
- Jerzego ożenionego z Marianną Sobolewską, córką Walentego i siostrą Ignacego
- Szymona, kasztelana mińskiego, ożenionego z Barbarą Kieżgajło-Zawiszanką
- Michała, generała
- nieznaną córkę za Tadeuszem Kocielłem[21][22]